# Caminhada Noturna
A Caminhada Noturna é um passeio gratuito de caráter turístico e cultural pelo centro da cidade São Paulo que é realizado há mais de uma década. Inicia-se todas as quintas-feiras nas escadarias do Teatro Municipal, sempre às 20 horas. O passeio foi idealizado por Carlos Beutel, paulistano dono de um restaurante vegetariano localizado no próprio centro, na esquina das ruas Dom José de Barros e Barão de Itapetininga, em um prédio tombado que foi construído no início do século 20. A Caminhada segue o estilo dos notórios walking tours, comuns em diversas capitais em todo o mundo, muito embora seja totalmente gratuita.
| “                                         | Uma forma simples de conhecer a história. Muitas das minhas impressões iniciais sobre o centro mudaram depois do passeio. | ” |
| — Laurentino Gomes, escritor e jornalista | |   |

## Histórico
Entre 50 e 100 pessoas costumam participar do projeto semanalmente, integrando as caminhadas que tiveram início em setembro de 2005. Ao longo de seus mais de dez anos de história, foram realizadas cerca de 500 caminhadas distintas na região central de São Paulo. Dentre as centenas de roteiros realizados, incluem-se pontos notórios como o edifício Martinelli, a Galeria do Rock, a Igreja da Boa Morte, o Largo do Paiçandu e até mesmo cemitérios. Já dentre os roteiros célebres e recorrentes está a edição intitulada 'Caça aos Fantasmas no Centro', que leva o público para conhecer os mistérios que sondam o centro de São Paulo, durante a qual se pode ouvir histórias fantasmagóricas contadas pelo guia Laércio Cardoso de Carvalho, além de conferir performances de artistas fantasiados. Laércio é o guia oficial da caminhada e um dos guias mais conhecidos da cidade, autor do livro "Quando Começou em São Paulo?", no qual relata o pioneirismo da cidade de São Paulo em diversos contextos.
Em 2006 a caminhada recebeu seu tema oficial, "Caminhando pelo Centro", composto pelo jornalista Carlos Moura, editor do jornal Centro em Foco e um dos autores do livro "Verso Anverso".
| “ | Quem tem amor pelo Centro chega junto, quem tem amor na região vem para cá... Agora vamos passear, andarmos juntos, chegou a hora, vamos vamos caminhar! | ” |